# Port lotniczy Juan Santamaria
Port lotniczy Juan Santamaria (ang. Juan Santamaria International Airport, IATA: SJO, ICAO: MROC) – największy port lotniczy Kostaryki, zlokalizowany w stolicy kraju – San José.

## Linie lotnicze i połączenia

### Terminal 1
| Airlines                   | Połączenia |
| -------------------------- | --- |
| Copa Airlines Colombia     | Bogota, Panama |
| Air Canada                 | Toronto-Pearson |
| Air Caraibes               | Pointe-à-Pitre, Panama |
| Air Panama                 | David |
| Air Transat                | Montreal, Toronto-Pearson [sezonowo]                                                                                               |
| American Airlines          | Dallas/Fort Worth, Fort Lauderdale, Miami                                                                                          |
| Avianca                    | Bogota |
| Condor Airlines            | Frankfurt nad Menem |
| Continental Airlines       | Houston-Intercontinental, Newark                                                                                                   |
| Copa Airlines              | Gwatemala, Managua, Panama, San Pedro Sula, Tegucigalpa                                                                            |
| Cubana de Aviación         | Gwatemala, Hawana |
| Delta Air Lines            | Atlanta, New York-JFK |
| Frontier Airlines          | Denver (sezonowo) |
| Iberia                     | Madryt |
| JetBlue Airways            | Orlando [od 26 marca] |
| Mexicana                   | Meksyk, Panama, Gwatemala |
| Spirit Airlines            | Fort Lauderdale |
| TACA                       | Gwatemala, Los Angeles, Meksyk, Miami, San Pedro Sula, Tegucigalpa                                                                 |
| TACA Operated by Lacsa     | Bogota, Buenos Aires-Ezeiza, Caracas, Guayaquil, Hawana, Managua, Miami, Nowy Jork-JFK, Panama, Quito, San Salvador, Santo Domingo |
| TACA Operated by TACA Peru | Lima |
| US Airways                 | Charlotte, Filadelfia, Phoenix |